# Čeněk Dušek
Čeněk Dušek (5. října 1843, Semtěš – 23. listopadu 1918, Kolín) byl duchovní reformované církve, publicista, překladatel a pedagog.

## Život a dílo
Narodil se do evangelické rodiny sedláka Josefa Duška a jeho ženy Kateřiny, rozené Vančurové, původem z Drobovic. Pokřtěn byl jako Vincenc, později sám začal používat českou variantu jména. Od svých dvanácti let do roku 1860 studoval na někdejším evangelickém gymnáziu u Ježíšova kostela v Těšíně, poté na evangelickém lyceu v Levoči a v Prešpurku, kde maturoval. Následně studoval bohosloví na evangelické fakultě ve Vídni (1863-1864), v Erlangen a v Basileji. Zřejmě největší vliv na jeho teologickou orientaci mělo studium na bohoslovecké fakultě ve skotském Edinburghu, kde strávil dva roky a získal výbornou znalost anglického jazyka, kterou uplatnil v překladatelské i pedagogické praxi (působil též na kolínském reálném gymnáziu, kde vyučoval náboženství a angličtinu). V roce 1869 byl ordinován na faráře reformované církve a nastoupil na sbor v Kolíně, kde působil až do své smrti. V roce 1870 se oženil s Bedřiškou Kulichovou (1847-1916), pocházející z mlýna Bašty v Drahelicích, která svým věnem zajistila nejen rodinu faráře, ale umožnila Duškovi rozvinout i velkorysou kulturně-společenskou činnost.
Své aktivní působení v církvi Čeněk Dušek doplňoval velkorysou osvětovou činností, podporoval církevní tisk, sám publikoval a pořádal přednášky. Politicky mu byl blízký Masarykův realismus, přispíval do jeho Času a společně s ním podnikl několik veřejných vystoupení. Úzce spolupracoval také s Janem Herbenem. Poté působil v České straně pokrokové. Na církevním poli usiloval o spojení obou hlavních českých evangelických církví (luterské a reformované), přičemž zdůrazňoval českou duchovní reformační tradici, zejména Jana Husa a Jana Amose Komenského, jejichž dílo se snažil aktualizovat, zvláště při příležitosti různých jubileí. Inicioval založení Kostnické jednoty, která měla sbližování českých protestantských proudů napomoci, a stal se v roce 1905 jejím předsedou. Podílel se také na vzniku spolku Husův dům a vydavatelské iniciativy "Comenium", kde publikoval některá svá díla. Publikoval však především v církevním periodickém tisku. V roce 1886 založil měsíčník Jednota, který se stal jeho programovou platformou. V roce 1903 se účastnil kladení základního kamene k Husovu pomníku na Staroměstském náměstí v Praze, kde tlumočil zahraničním hostům. V rámci svých církevních aktivit výrazně prosazoval spolupráci se zahraničními protestantskými církvemi a spolky. Kromě jeho kázání, která byla silně biblicky orientována, měly velký vliv také jeho duchovní písně, jejichž texty sám skládal, respektive překládal. Vyvrcholením jeho kariéry v církvi bylo období let 1910–1918, kdy zastával úřad superintendenta. Pohřben byl na kolínském evangelickém hřbitově.
Společně s Ludvíkem Bohumilem Kašparem a Justem Emanuelem Szalatnayem byl považován za vůdčí postavu české reformované církve přelomu 19. a 20. století.

### Tištěné dílo
- O principech díla Husova. Řeč proslovená 6. července 1895 o Husově večeru v Praze. Praha 1914.
- Protestantism a český národ. Praha 1914.
- The Country of the Book and the Cup. Kolín [1906]; v č. překladu: Země knihy a kalicha. Praha 1906.
- Co nám přinesly oslavy Husovy. Slavnostní přednáška, kterouž při XXV. oslavě M. J. Husa, Evangelickou Besedou v Praze 3. července 1905 uspořádané, proslovil Čeněk Dušek. Praha 1905.
- Palacký jako evanjelík. Praha 1898.
- (přel.) Kingsley, Charles: Hypatie, nebo, Noví nepřátelé se starou tváří, 2 díly, Praha 1895-1896.